# Старчище
 Тази статия е за селото в България.  За селото в Гърция вижте Старчища.  
Старчище е село в Североизточна България. То се намира в община Антоново, област Търговище.

## История
1. ↑  www.grao.bg